# Monestir de Vojlovica
El monestir de Vojlovica (en serbi: Манастир Војловица, Manastir Vojlovica) és un monestir serbi ortodox situat al municipi de Pančevo, a la regió de Banat, al nord de la província sèrbia de Voivodina. Va ser fundat durant el temps de Stefan Lazarević (1374-1427).